# 오세룡
오세룡(1988년 6월 13일 ~ )은 대한민국의 프로 축구 선수이다. 신인 지명을 통해 인천 유나이티드에 입단, 프로 무대에 데뷔하였다.

## 선수 생활
U-17 국가대표팀, U-19 국가대표팀에 발탁되면서 주목받는 유소년 선수로 평가받았었지만, 이후 부진을 거듭하였으며, 프로 입문 이후에도 공식 경기에 출장하고 있지 못하다가 수원시청 (현 수원 FC)로 이적한다. 이후 2013년 화성 FC로 팀을 옮겨 활약한후 2014년 다시 수원 FC로 돌아왔다.